# Gotha G.VI
Gotha G.VI – eksperymentalny samolot bombowy z czasów I wojny światowej zaprojektowany przez Hansa Burkharda. Pierwsza latająca maszyna zaprojektowana i zbudowana w układzie asymetrycznym.

## Historia

Silnik Mercedes D.IVa eksponowany w MLP w Krakowie

Klasyczne bombowce z czasów I wojny światowej, jak również późniejszych konfliktów, miały silniki umieszczone symetrycznie po obu stronach kadłuba. Podobnie zbudowany był samolot Gotha G.V. Jednak w przypadku tej maszyny taka konstrukcja generowała duże opory aerodynamiczne, które sprawiły, iż samolot nie oferował wzrostu osiągów względem poprzedniej konstrukcji, maszyny Gotha G.IV. W zaistniałej sytuacji Burkhard sięgnął po nowatorskie, niestosowane wcześniej rozwiązanie. W celu zmniejszenia oporów aerodynamicznych zaprojektował samolot w asymetrycznym układzie. Wykorzystując skrzydła z modelu G.V pośrodku umieścił kadłub, z silnikiem ze śmigłem ciągnącym umieszczonym z przodu. Po prawej stronie kadłuba umieścił gondolę z silnikiem napędzającym śmigło pchające, z przodu kadłuba wygospodarowano miejsce dla strzelca pokładowego. Takie rozwiązanie pozwoliło zrezygnować z lewej gondoli silnikowej. Oprócz zmniejszenia oporu aerodynamicznego przez sylwetkę maszyny poprawiono również bezpieczeństwo lotu. Klasyczne umieszczenie silników, szeroko, po obydwu stronach kadłuba, zapewniało pilotowi bardzo dobrą stabilność i stateczność lotu. Sytuacja ulegała jednak diametralnej zmianie w przypadku awarii jednego z silników i jego unieruchomienia. Opanowanie samolotu z niedziałającym jednym z silników było skrajnie trudne i najczęściej kończyło się katastrofą. Rozwiązanie, jakie zastosował Burkhard na samolocie Gotha G.VI dawało zdecydowanie większe szanse na stabilny lot nawet po utracie jednego z silników. Ponieważ obydwa siniki znajdowały się bardzo blisko siebie, tuż obok osi symetrii samolotu, utrata jednego z nich nie miała znaczącego wpływu na stateczność samolotu w locie. Latem 1918 roku dokonano oblotu ukończonego pierwszego egzemplarza G.VI. Za sterami usiedli piloci fabryczni wytwórni Hauff i Schleiffer. Samolot charakteryzował się bardzo dobrymi właściwościami pilotażowymi, a co najważniejsze oferował zdecydowanie większą prędkość lotu niż wersja G.V. Samolot podczas prowadzonych prób fabrycznych został ciężko uszkodzony podczas jednego z lądowań i nie podjęto się jego naprawy, zamawiając jednak budowę drugiego egzemplarza. Maszyna nie została ukończona przed zakończeniem wojny. Niedokończony drugi prototyp został zniszczony, aby nie dostał się w ręce aliantów.